# Tanjung Alam (Sungai Tenang)
Tanjung Alam is een bestuurslaag in het regentschap Merangin van de provincie Jambi, Indonesië. Tanjung Alam telt 301 inwoners (volkstelling 2010).